# Jan Kvíčala

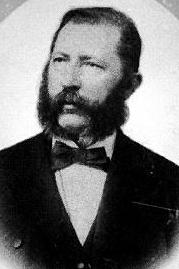
Jan Kvíčala.

Jan Kvíčala, född 6 maj 1834 i Münchengrätz, död 10 juni 1908 i Prag, var en tjeckisk språkforskare och politiker.
Kvíčala var 1867–1895 ordinarie professor i klassisk filologi i Prag. Han tillhörde det gammaltjeckiska partiet, var 1880–1883 ledamot av riksrådet och tillhörde från 1881 böhmiska lantdagen. Han gjorde sig känd för sin fordran, att de tyska skolorna i Böhmen ej skulle behöva ta emot tjeckiska elever (Lex Kvíčala), och bidrog mycket till tudelningen av Karlsuniversitetet i Prag i ett tjeckiskt, där han själv undervisade, och i ett tyskt. Hans filologiska skrifter och översättningar av klassiska författare är högt skattade.